# پری (ایلینوی)
پری (به انگلیسی: Perry) یک منطقهٔ مسکونی در ایالات متحده آمریکا است که در ایلینوی واقع شده‌است. پری ۱٫۰۰ کیلومتر مربع مساحت و ۳۱۴ نفر جمعیت دارد.